# Fylgia amazonica
Fylgia amazonica – gatunek ważki z rodziny ważkowatych (Libellulidae); jedyny przedstawiciel rodzaju Fylgia. Występuje na terenie Ameryki Południowej; stwierdzony w Wenezueli, Surinamie, Gujanie Francuskiej, Brazylii i Peru.